# Arminia Hanower
Arminia Hanower – niemiecki klub piłkarski z siedzibą w Hanowerze (dzielnica: Bult) w kraju związkowym Dolna Saksonia.

## Historia
- 01.05.1910 – został założony jako FC Arminia 1910 Hanower
- 1918 – połączył się z Rugby-Verein Merkur Hanower tworząc SV Arminia-Merkur Hanower
- 1920 – zmienił nazwę na SV Arminia Hanower
- 1945 – został rozwiązany
- 1945 – został na nowo założony jako SV Bischofshol
- 1945 – zmienił nazwę na SV Arminia Hanower

## Sukcesy
- Regionalliga Nord (2. poziom): 1967, 1968 (mistrz)
- 11 sezonów w Oberlidze Nord (1. poziom): 1947/48-1956/57 i 1962/63.
- 11 sezonów w Regionallidze Nord (2. poziom): 1963/64-1973/74.
- 4 sezony w 2. Bundeslidze Nord (2. poziom): 1976/77-1979/80.